# Elisa, vita mia
Elisa, vita mia  (Elisa, vida mía) è un film del 1977 diretto da Carlos Saura.
Fu presentato in concorso al 30º Festival di Cannes, dove Fernando Rey vinse il premio per la migliore interpretazione maschile.